# Plectranthias xanthomaculatus
Plectranthias xanthomaculatus is een straalvinnige vissensoort uit de familie van de zaag- of zeebaarzen (Serranidae). De wetenschappelijke naam van de soort werd voor het eerst geldig gepubliceerd in 2011 door Wu, Randall & Chen.